# برندا باکی
برندا باکی (انگلیسی: Brenda Bakke؛ زادهٔ ۱۵ مهٔ ۱۹۶۳) یک هنرپیشه اهل ایالات متحده آمریکا است.

## گزیده فیلمشناسی
از فیلم‌ها یا برنامه‌های تلویزیونی که وی در آن نقش داشته‌است می‌توان به آثار زیر اشاره کرد.
- اسرار (فیلم ۱۹۹۲) (۱۹۹۲)
- زبر و زرنگ‌ها! قسمت دوم (۱۹۹۳)
- شوالیه شیطان (۱۹۹۵)
- محرمانه لس آنجلس (فیلم) (۱۹۹۷)
- پیشتازان فضا: نسل بعدی (۱۹۸۷)
- افسون‌شده (۱۹۹۹)
- فرشته تاریکی (۲۰۰۱)
- سی‌اس‌آی (۲۰۰۱)
- منتالیست (۲۰۱۰)
- سوپرنچرال (۲۰۱۵)
- کلنی (۲۰۱۷)
- آناتومی گری (۲۰۱۷)